# U-379 (tàu ngầm Đức)
U-379 là một tàu ngầm tấn công  Lớp Type VII thuộc phân lớp Type VIIC được Hải quân Đức Quốc Xã chế tạo trong Chiến tranh Thế giới thứ hai. Nhập biên chế năm 1941, nó chỉ thực hiện được một chuyến tuần tra duy nhất và đánh chìm được hai tàu buôn với tổng tải trọng 8.904 GRT, trước khi bị tàu corvette Anh HMS Dianthus đánh chìm tại Bắc Đại Tây Dương vào ngày 8 tháng 8, 1942.

## Thiết kế và chế tạo

### Thiết kế

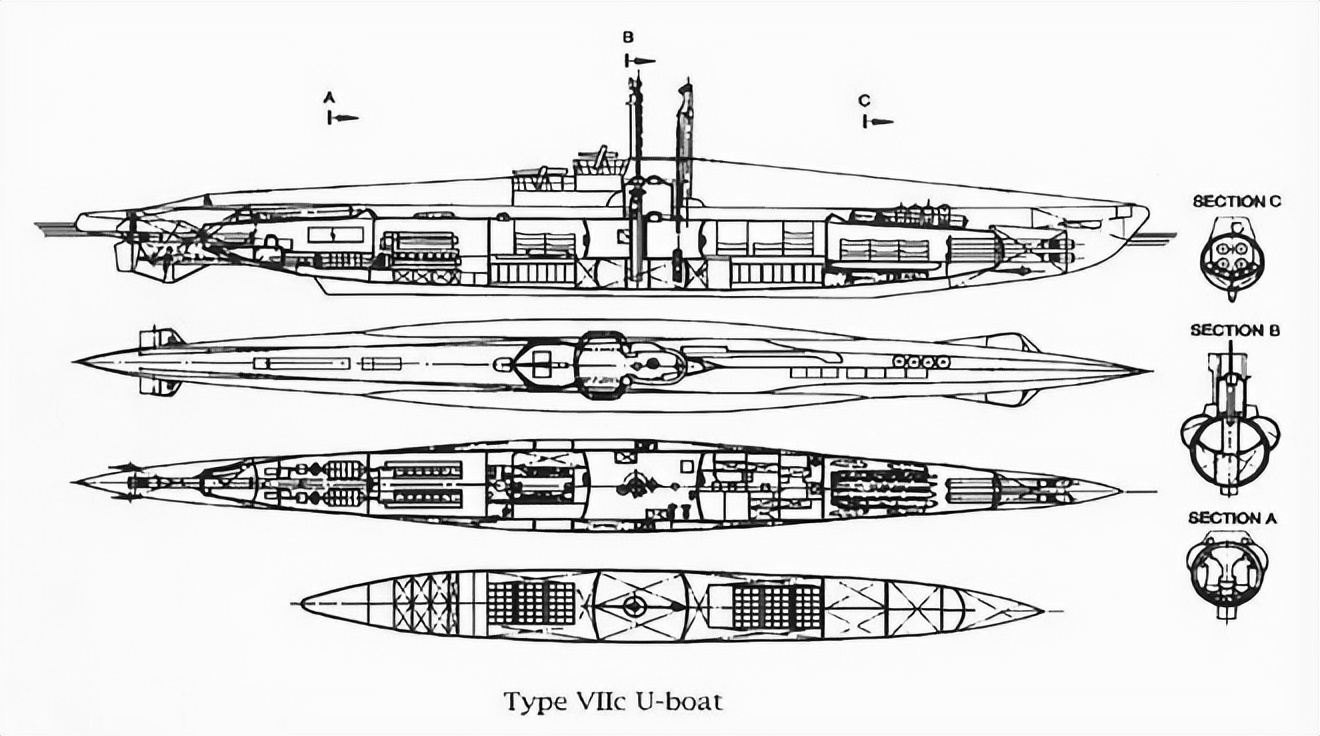
Sơ đồ các mặt cắt một tàu ngầm Type VIIC

Phân lớp VIIC của Tàu ngầm Type VII là một phiên bản VIIB được kéo dài thêm. Chúng có trọng lượng choán nước 769 t (757 tấn Anh) khi nổi và 871 t (857 tấn Anh) khi lặn). Con tàu có chiều dài chung 67,10 m (220 ft 2 in), lớp vỏ trong chịu áp lực dài 50,50 m (165 ft 8 in), mạn tàu rộng 6,20 m (20 ft 4 in), chiều cao 9,60 m (31 ft 6 in) và mớn nước 4,74 m (15 ft 7 in).
Chúng trang bị hai động cơ diesel Germaniawerft F46 siêu tăng áp 6-xy lanh 4 thì, tổng công suất 2.800–3.200 PS (2.100–2.400 kW; 2.800–3.200 bhp), dẫn động hai trục chân vịt đường kính 1,23 m (4,0 ft), cho phép đạt tốc độ tối đa 17,7 kn (32,8 km/h), và tầm hoạt động tối đa 8.500 nmi (15.700 km) khi đi tốc độ đường trường 10 kn (19 km/h). Khi đi ngầm dưới nước, chúng sử dụng hai động cơ/máy phát điện Garbe, Lahmeyer & Co. RP 137/c  tổng công suất 750 PS (550 kW; 740 shp). Tốc độ tối đa khi lặn là 7,6 kn (14,1 km/h), và tầm hoạt động 80 nmi (150 km) ở tốc độ 4 kn (7,4 km/h). Con tàu có khả năng lặn sâu đến 230 m (750 ft).
Vũ khí trang bị có năm ống phóng ngư lôi 53,3 cm (21 in), bao gồm bốn ống trước mũi và một ống phía đuôi, và mang theo tổng cộng 14 quả ngư lôi, hoặc tối đa 22 quả thủy lôi TMA, hoặc 33 quả TMB. Tàu ngầm Type VIIC bố trí một hải pháo 8,8 cm SK C/35 cùng một pháo phòng không 2 cm (0,79 in) trên boong tàu. Thủy thủ đoàn bao gồm 4 sĩ quan và 40-56 thủy thủ.

### Chế tạo
U-379 được đặt hàng vào ngày 16 tháng 10, 1939, và được đặt lườn tại xưởng tàu của hãng Howaldtswerke ở Kiel vào ngày 27 tháng 5, 1940. Nó được hạ thủy vào ngày 15 tháng 10, 1941, và nhập biên chế cùng Hải quân Đức Quốc Xã vào ngày 29 tháng 11, 1941 dưới quyền chỉ huy của Hạm trưởng, Đại úy Hải quân Paul-Hugo Kettner.

## Lịch sử hoạt động
Sau khi hoàn tất việc huấn luyện trong thành phần Chi hạm đội U-boat 8, U-379 được điều sang Chi hạm đội U-boat 1 từ ngày 1 tháng 7, 1942 để hoạt động trên tuyến đầu. Nó khởi hành từ cảng Kiel vào ngày 25 tháng 6 cho chuyến tuần tra duy nhất trong chiến tranh, băng qua khe GIUK giữa quần đảo Faroe và Iceland để vòng qua quần đảo Anh và hoạt động trong vùng biển giữa Bắc Đại Tây Dương về phía Đông Nam Greenland.
Lúc xế trưa ngày 8 tháng 8, U-379 bắt gặp Đoàn tàu SC 94 đang trong hành trình từ Nova Scotia, Canada đi sang Liverpool, Anh. Nó đã phóng ngư lôi đánh chìm tàu buôn Anh Anneberg 2.537 GRT và tàu buôn Hoa Kỳ Kaimoku 6.367 GRT  cùng tại tọa độ 56°30′B 32°14′T / 56,5°B 32,233°T. Ngay sau đó, U-379 cùng với tàu ngầm U-176 bị bắt gặp đang nổi trên mặt nước để trao đổi thông tin, nên bị các tàu corvette HMS Dianthus của Hải quân Hoàng gia Anh và HMCS Chilliwack của Hải quân Hoàng gia Canada truy lùng, buộc U-379 phải lặn khẩn cấp để ẩn nấp.
Sau nhiều giờ truy tìm bằng sonar không có kết quả, HMCS Chilliwack quay trở lại hộ tống cho đoàn tàu vận tải, trong khi HMS Dianthus tiếp tục ở lại khu vực. Nó phát hiện U-379 trồi lên mặt nước và tìm cách thoát đi dưới sự che chở của bóng đêm. Khi chiếc U-boat lặn xuống ẩn nấp, một loạt mìn sâu do Dianthus thả xuống đã buộc chiếc tàu ngầm phải trở lên mặt nước. Dianthus nả pháo, và sau đó húc vào chiếc tàu ngầm bốn lần, đánh chìm đối thủ ở vị trí về phía Đông Nam mũi Farewell, Greenland, tại tọa độ 57°11′B 30°57′T / 57,183°B 30,95°T. 40 thành viên thủy thủ đoàn của U-379 đã tử trận, và có năm người sống sót được cứu vớt và bị bắt làm tù binh chiến tranh.

### "Bầy sói" tham gia
U-379 từng tham gia hai bầy sói:
- Wolf (13 tháng 7 – 1 tháng 8, 1942)
- Steinbrinck (3 – 8 tháng 8, 1942)

### Tóm tắt chiến công
U-379 đã đánh chìm được hai tàu buôn với tổng tải trọng 8.904 GRT:
| Ngày            | Tên tàu  | Quốc tịch      | Tải trọng | Số phận      |
| --------------- | -------- | -------------- | --------- | ------------ |
| 8 tháng 8, 1942 | Anneberg | United Kingdom | 2.537     | Bị đánh chìm |
| 8 tháng 8, 1942 | Kaimoku  | United States  | 6.367     | Bị đánh chìm |